# Делоне (лунный кратер)
Кратер Делоне (лат. Delaunay) — крупный ударный кратер в южном полушарии видимой стороны Луны. Название присвоено в честь французского астронома и математика Шарля-Эжена Делоне (1816—1872) и утверждено Международным астрономическим союзом в 1935 г. 

## Описание кратера

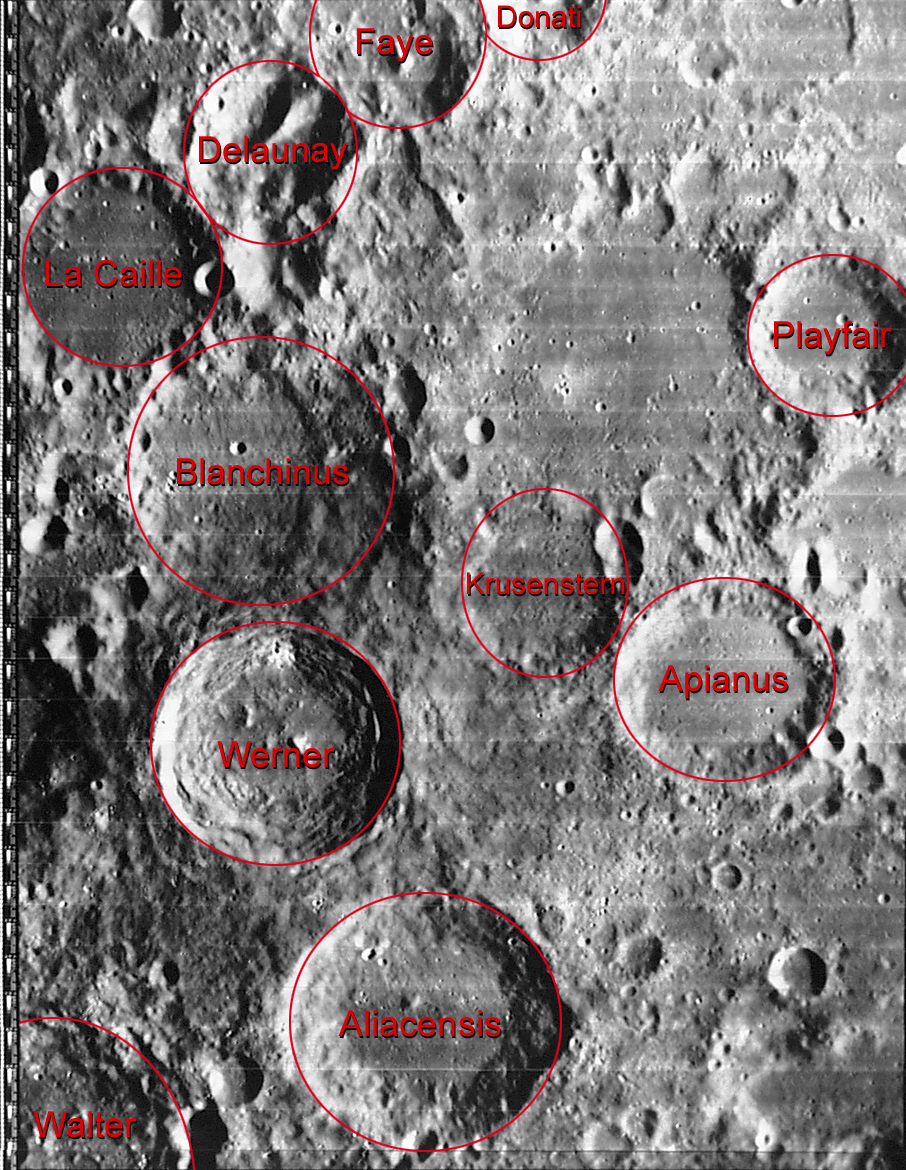
Окрестности кратера Делоне.Снимок Lunar Orbiter - IV.

Ближайшими соседями кратера являются кратер Табит на западе; кратер Арзахель на северо-западе; кратер Фай примыкающий к северо-восточной части кратера Делоне; кратер Плейфер на востоке-юго-востоке; кратер Крузенштерн на юго-востоке; кратер Бланкин на юге и кратер Лакайль примыкающий к юго-западной части кратера Делоне. На западе от кратера расположено Море Облаков. 
Селенографические координаты центра кратера 22°16′ ю. ш. 2°37′ в. д. / 22,26° ю. ш. 2,62° в. д., диаметр 44,6 км, глубина 2,52 км.

Кратер значительно разрушен, имеет полигональную форму с выступом в южной части. Вал кратера практически полностью разрушен в южной части, в северо-западной части перекрыт сателлитным кратером Делоне A (см. ниже), ширина внутреннего склона неравномерна по всему периметру. Высота вала над окружающей местностью достигает 1090 м, объем кратера составляет приблизительно 1650 км³. Дно чаши кратера пересеченное, рассечено в направлении северо-восток юго-запад широким хребтом раздваивающимся в юго-западной части. Имеется массивный центральный пик с возвышением 1500 м в восточной и 2300 м в западной части.

## Сателлитные кратеры

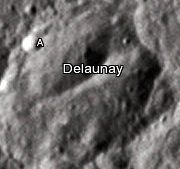
Снимок Девида Кемпбелла.

| Делоне | Координаты                                          | Диаметр, км |
| ------ | --------------------------------------------------- | ----------- |
| A      | 22°01′ ю. ш. 2°01′ в. д. / 22,01° ю. ш. 2,02° в. д. | 5,6         |